# 379767 Barcis
379767 Barcis este o planetă minoră (asteroid) din centura de asteroizi. A fost descoperită pe 23 martie 2001 la stazione osservativa di Asiago Cima Ekar⁠(d) de . 
Obiectul prezintă o orbită caracterizată de o semiaxă mare de 2,8806244958427 UAi, o excentricitate de 0,078192053547685, o înclinație de 2,4893794064649 ° în raport cu ecliptica.